# AFL-CIO
A Federação Americana do Trabalho e Congresso de Organizações Industriais (do inglês American Federation of Labor and Congress of Industrial Organizations), conhecida por sua sigla AFL-CIO, é a maior central operária dos Estados Unidos e Canadá. Formada em 1955 pela fusão da AFL (1886) com a CIO (1935). É composta por 54 federações nacionais e internacionais de sindicatos dos Estados Unidos e do Canadá que juntos representam mais de 10 milhões de trabalhadores. É membro da Confederação Internacional das Organizacões Sindicais Livres.
Até 2005 funcionou, na prática, como central sindical unitária, mas, em razão de cisões internas, várias das maiores agremiações que a formavam deixaram a organização. 
A pesquisadora Larissa Rosa Correa alega que existiram relações estreitas dos sindicalistas norte-americanos com embaixadores, adidos trabalhistas, autoridades políticas, CIA e Departamento de Estado. No Brasil, René Dreifuss foi pioneiro ao explicitar as ligações entre o Instituto de Pesquisas e Estudos Sociais (IPES), o Instituto Brasileiro de Ação Democrática (IBAD), a AFL-CIO, o AIFLD e a CIA no Brasil. Dirigentes da AFL-CIO, como George Meany, são identificados como agentes da Divisão de Organizações Internacionais da CIA.A AFL-CIO costumava ser chamada, ironicamente, de "AFL-CIA".

## Presidentes da AFL-CIO
- George Meany (1955 -1979)
- Lane Kirkland (1979 -1995)
- Thomas R. Donahue (1995)
- John J. Sweeney (1995- )